# کوین امانکوا
کوین امانکوا (انگلیسی: Kevin Amankwaah؛ زادهٔ ۱۹ مهٔ ۱۹۸۲) بازیکن فوتبال اهل بریتانیا است.
از باشگاه‌هایی که در آن بازی کرده‌است می‌توان به باشگاه فوتبال برتون آلبیون، باشگاه فوتبال سوئیندون تاون، باشگاه فوتبال یئوویل تاون، باشگاه فوتبال سالزبری سیتی، باشگاه فوتبال تورکی یونایتد، باشگاه فوتبال سوانزی سیتی، باشگاه فوتبال چلتنهام تاون، باشگاه فوتبال اکستر سیتی، باشگاه فوتبال روچدیل، باشگاه فوتبال ساتون یونایتد، باشگاه فوتبال بریستول سیتی، و باشگاه فوتبال نورث‌همپتون تاون اشاره کرد.
وی همچنین در تیم ملی فوتبال زیر ۱۸ سال انگلستان بازی کرده‌است.